# Kajetan Bystrzonowski
Niektóre z zamieszczonych tu informacji wymagają weryfikacji.
 Po wyeliminowaniu niedoskonałości należy usunąć szablon [[Szablon:Dopracować|]] z tego artykułu.
Kajetan Bystrzonowski (Bystrzanowski, Bystronowski) herbu Starykoń (ur. ok. 1730, zm. 12 maja 1807) – kasztelan buski i małogoski, marszałek Trybunału Głównego Koronnego w 1783 roku.
Był właścicielem pałacu i dworu w Nakle.

## Rodzina
Pochodził z rodu Szafrańców-Bystrzonowskich pieczętującego się herbem Starykoń (Szafraniec). Był synem wojskiego Karola Bystrzonowskiego z Bystrzanowic i Apolonii z Misiowskich.

## Kariera
- 1761 – łowczy piotrkowski,
- 18 listopada 1764 – zawiera związek małżeński z Marianną Młodzianowską, starościanką różańską,
- cześnik radomszczański,
- 1768 – podstoli radomszczański,
- poseł na sejm 1778 roku z województwa krakowskiego[2].
- 1780 – przedstawiony królowi jako kandydat na kasztelana zawichojskiego, urzędu tego nie otrzymał,
- 9 maja 1785 – mianowany kasztelanem buskim,
- 24 kwietnia 1786 – otrzymał kasztelanię małogoską,
- był członkiem konfederacji Sejmu Czteroletniego[3].  senator, w roku 1791 – mianowany członkiem „deputacyi do Sielunia”,

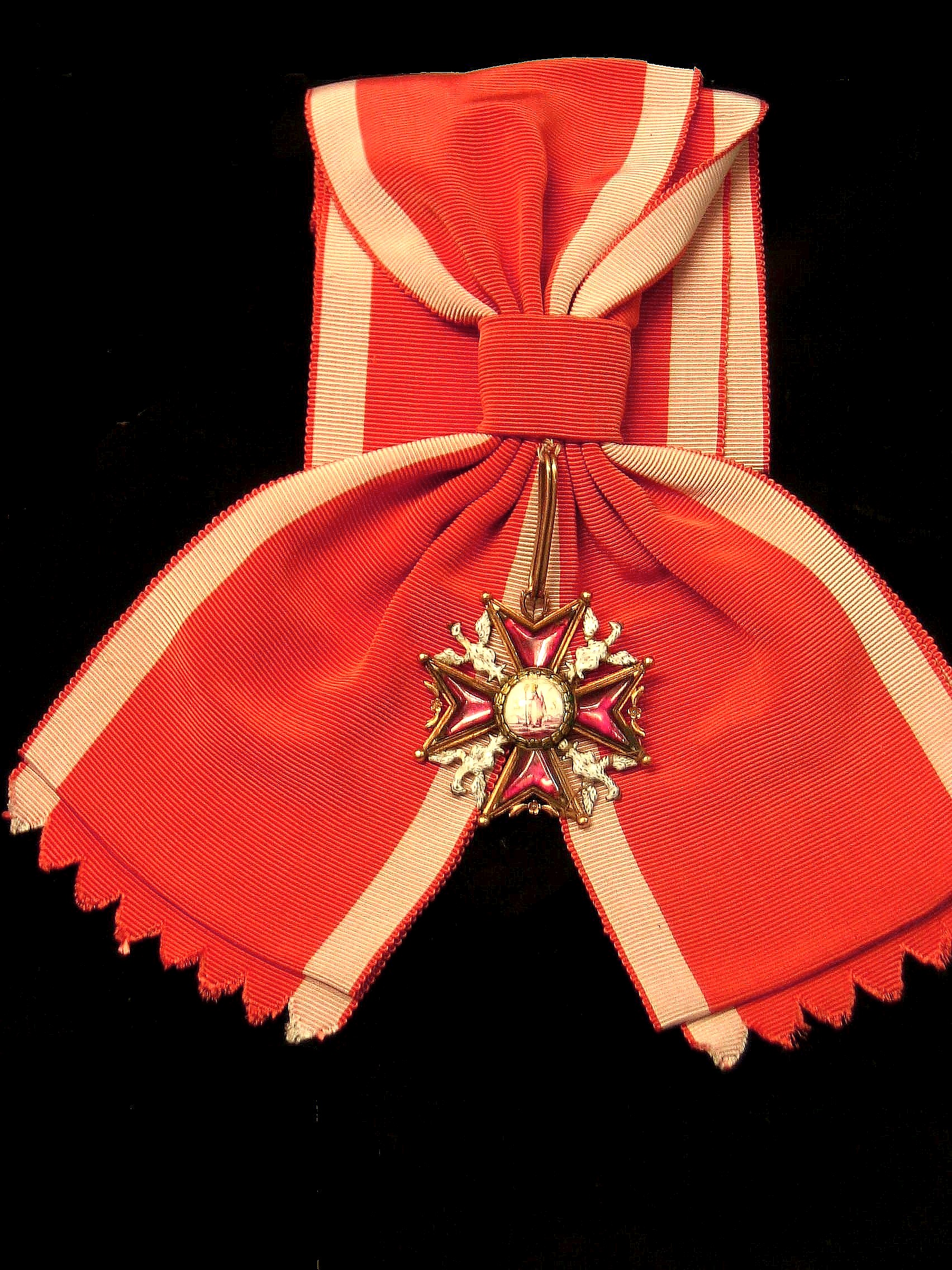
Order Świętego Stanisława

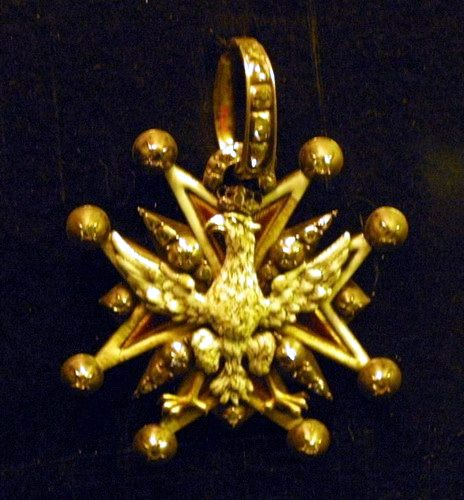
Order Orła Białego w XVIII w. (awers)

- kawaler orderu Orła Białego w 1791 roku[4]
- kawaler orderu Świętego Stanisława, do otrzymania którego należało m.in. udowodnić szlachectwo przez podanie 4 herbów ze strony ojca (po mieczu) i 4 ze strony matki (po kądzieli),
- drugi raz zawiera związek małżeński z Katarzyną Grodzicką, szesnastoletnią córką kasztelana oświęcimskiego Michała Grodzickiego h. Łada. Ze związku tego w 1796 roku urodził się syn Feliks.
- 1801 – otrzymuje tytuł hrabiego galicyjskiego (potw. Prusy 1803).

Syn z pierwszego małżeństwa Ludwik (ok. 1780 – 1830) był kanonikiem krakowskim,
- zmarł 12 maja 1807 roku.